# Yetter, Iowa
Yetter là một thành phố thuộc quận Calhoun, tiểu bang Iowa, Hoa Kỳ. Năm 2010, dân số của thành phố này là 34 người.

## Dân số
Dân số qua các năm:
- Năm 2000: 36 người.
- Năm 2010: 34 người.